# Thunder (canção de Boys Like Girls)
"Thunder" é uma canção da banda americana Boys Like Girls, contida em seu primeiro álbum, um homônimo da banda. Foi lançada como terceiro single do álbum em 6 de maio de 2008, ganhando o certificado de Ouro da RIAA. Alcançou a posição #76 na Billboard Hot 100. Sobre a letra, Martin Johnson afirmou que "é sobre um amor de verão, e continuar preso a ele mesmo depois que acabou".
O videoclipe de "Thunder" foi dirigido por Josh Forbes.

## Paradas musicais
| Parada (2008)     | Melhor posição |
| ----------------- | -------------- |
| Billboard Hot 100 | 76             |
| Billboard Pop 100 | 21             |